# Петър Шали
Петър Шали (на албански: Pjetër Shali; на италиански: Pietro Sciali) е католически духовник от XIX век, прелат на Римокатолическата църква.

## Биография
На 30 юли 1833 година е назначен, а на 13 юли 1834 година ръкоположен за архиепископ на Скопие. Остава на катедрата в Скопие до 1839 година, когато някъде преди 22 април подава оставка.
Умира на 20 август 1854 година.